# Pynk
Pynk is een nummer van de Amerikaanse zangeres en songwriter Janelle Monáe, dat op haar derde studioalbum Dirty Computer (2018) staat. Het is geïnspireerd op het nummer Pink van de Amerikaanse rockband Aerosmith.

## Tekst
Monáe bezingt in het lied Pynk "de viering van het paradijselijke, eigenliefde, seksualiteit en de kracht van de vagina". De kleur roze "verenigt de hele mensheid", omdat het de kleur is "die overal te vinden is, diep van binnen zijn we allemaal roze”.

## Videoclip
De videoclip werd geregisseerd door Emma Westenberg en op 10 april 2018 geüpload naar het YouTube-account van Monáe. Er is samengewerkt met Grimes, Tessa Thompson en een groep andere vrouwen. Zij houden een gezamenlijk feestje bij een zwembad en dansen in een woestijn. Hierbij uiten zij waardering voor de vagina.
Speciaal voor de bijbehorende videoclip heeft de Nederlandse ontwerper Duran Lantink een vulva-pak gecreëerd. In 2019 voegde het Centraal Museum in Utrecht het vaginapak aan hun collectie toe.

## Nominaties
In augustus 2018 werd de videoclip genomineerd bij MTV Video Music Awards voor de beste video met een boodschap. 
Dat jaar werd de clip bij de Grammy Awards ook genomineerd voor de beste muziekvideo.